# Kolumbianische Luftwaffe
Fuerza Aérea Colombiana oder FAC (deutsch Kolumbianische Luftwaffe) sind die Luftstreitkräfte der Republik Kolumbien. Die FAC ist eines der drei Organe der Streitkräfte Kolumbiens, welche in der Verfassung von 1991 beauftragt wurden, die Kontrolle des kolumbianischen Luftraums, die Souveränität, die Territoriale Integrität und die Verfassungsordnung zu verteidigen. Sie ist eine der größten amerikanischen Luftstreitkräfte nach Brasilien, Peru und den USA, bedingt durch eine erhöhte Aktivität hinsichtlich der Bekämpfung des Drogenterrorismus.

## Historie

### Anfänge
Nachdem im Jahr 1916 eine kolumbianische Militärmission in Frankreich an einem Flugtraining teilgenommen hatte, wurde am 31. Dezember 1919 das Gesetz Nr. 126 verabschiedet, das die Gründung der Militärluftfahrt innerhalb der kolumbianischen Armee zum Ziel hatte. Es dauerte aber bis zum 15. Februar 1921, bis die Einrichtung formell gegründet wurde, aber nur ein Jahr später musste sie aus finanziellen Gründen bereits wieder geschlossen werden.
Hier begann eine Entwicklung: Deutsche Piloten sahen nach dem Ersten Weltkrieg in eine unsichere Zukunft durch den Versailler Vertrag von 1919 und fanden in den Bestrebungen Kolumbiens eine neue Chance. Am 5. Dezember 1919 wurde in Barranquilla von Deutschen und Kolumbianern die „Sociedad Colombo Alemana de Transporte Aéreo“, SCADTA gegründet. Sie wurde nach der KLM die zweite kommerzielle Luftfahrtgesellschaft der Welt. Obwohl rein zivil, hatte sie einen großen Einfluss auf die zukünftigen Luftstreitkräfte.
Wahrscheinlich durch Vermittlung einiger Deutscher kam am 8. November 1924 eine Schweizer Mission nach Kolumbien, um die Militärflugschule in Madrid bei Bogotá, wieder zu eröffnen. Vier Schweizer Wild WTS und acht Wild X hielten die erste Luftparade am 7. August 1927 ab, ein Jahr später wurde mit einer amerikanischen Curtiss Falcon das erste Kampfflugzeug in Dienst gestellt. Die zukünftige „Fuerza Aérea Colombiana“ war nun eine richtige Luftwaffe, aber noch keine eigene Teilstreitkraft, sondern Teil der Armee.

### Erster Einsatz gegen Peru
Für den ersten operationellen Einsatz dauerte es noch bis zum 1. September 1932, als Peruaner im Grenzort Leticia im Departamento de Amazonas im äußersten Südosten Kolumbiens nach einem lang anhaltenden Grenzkonflikt einfielen. Die Luftwaffe zu nutzen, um das Gebiet schnell zu erreichen und um die Invasoren zu bekämpfen lag auf der Hand, aber mit nur vier neuen Travel Air 2000 Unterstützungsflugzeugen und einer einzigen O-1 war das effektiv nicht möglich. Der Kongress von Kolumbien handelte schnell, indem er das Budget drastisch erhöhte und den Kauf neuer Flugzeuge, Einrichtungen und die Anwerbung erfahrener Piloten erlaubte, darunter viele Deutsche und Kolumbianer der SCADTA-Fluggesellschaft. Zwanzig Curtiss Falcon F-8F und dreißig Curtiss Hawk II F-11C wurden neben eher kommerziell ausgelegten deutschen Flugzeugen beschafft: vier Junkers F 13, vier Junkers W 34, drei Junkers K 43, sechs Junkers Ju 52/1m, zwei Dornier Merkur II und vier der bekannten Dornier Wal-Flugboote.

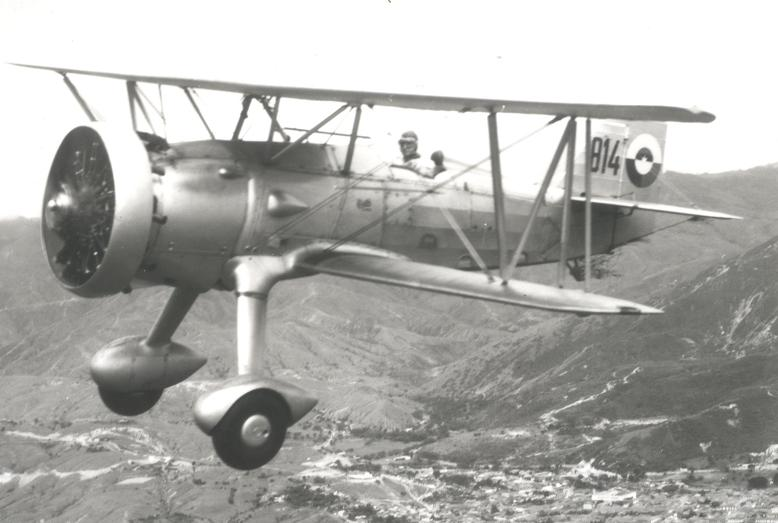
Eine Hawk II F11C im Kampfeinsatz 1932 bei Güepí, Peru.

Viele der Transportmaschinen waren Seeflugzeugversionen und konnten auf großen Flüssen landen, um Nachschub zu liefern, während die Jagdflugzeuge mit Bodenangriffen betraut wurden. Die Peruaner hatten auch Kampfflugzeuge, eine peruanische Douglas O-38 wurde zum Landen gezwungen und erbeutet. Der Völkerbund handelte einen Friedensvertrag zwischen beiden Parteien aus und der Konflikt endete offiziell am 24. Mai 1933. Die O-38P und ihre Besatzung wurde zurückgegeben und Leticia wurde wieder kolumbianisch. Die FAC verlor vier Piloten, keinen im Kampf, darunter ein Deutscher, und vier Flugzeuge (Curtiss Falcon O-1, Osprey C-14, Goshawk F-11 und eine Junkers F-13).

### Zweiter Weltkrieg
Der Zweite Weltkrieg brachte für Kolumbien eine große Unsicherheit. Obwohl mit den USA verbündet, entstand ein großer Druck, die Deutschen aus dem Land auszuweisen, aus Angst vor einem Aufstand. Die kolumbianische Regierung konnte sich gegen den Druck wehren, traf aber einige Vorsichtsmaßnahmen, um eine mögliche deutsche Spionage zu verhindern. Nach dem 7. Dezember 1941 musste die halb-deutsche Fluggesellschaft SCADTA mit der nationalen Fluggesellschaft „Servicio Aéreo Colombiano“ (SCAO, die spätere Avianca) fusioniert werden und der österreichische Industrielle Peter Paul von Bauer musste seine Anteile an Pan American World Airways verkaufen, um eine Kontrolle durch die Nazis zu verhindern.
Zu dieser Zeit erhielt Kolumbien moderne amerikanische Boeing-Stearman PT-1 und AT-6 Trainingsflugzeuge, die AT-6 konnte auch im Kampf eingesetzt werden. Außer zur U-Boot-Abwehr wurden die Flugzeuge nicht eingesetzt. Bald nach dem Krieg wurde die FAC von der Armee abgespalten und eine eigene Teilstreitkraft innerhalb der Streitkräfte Kolumbiens.

### Nach 1945

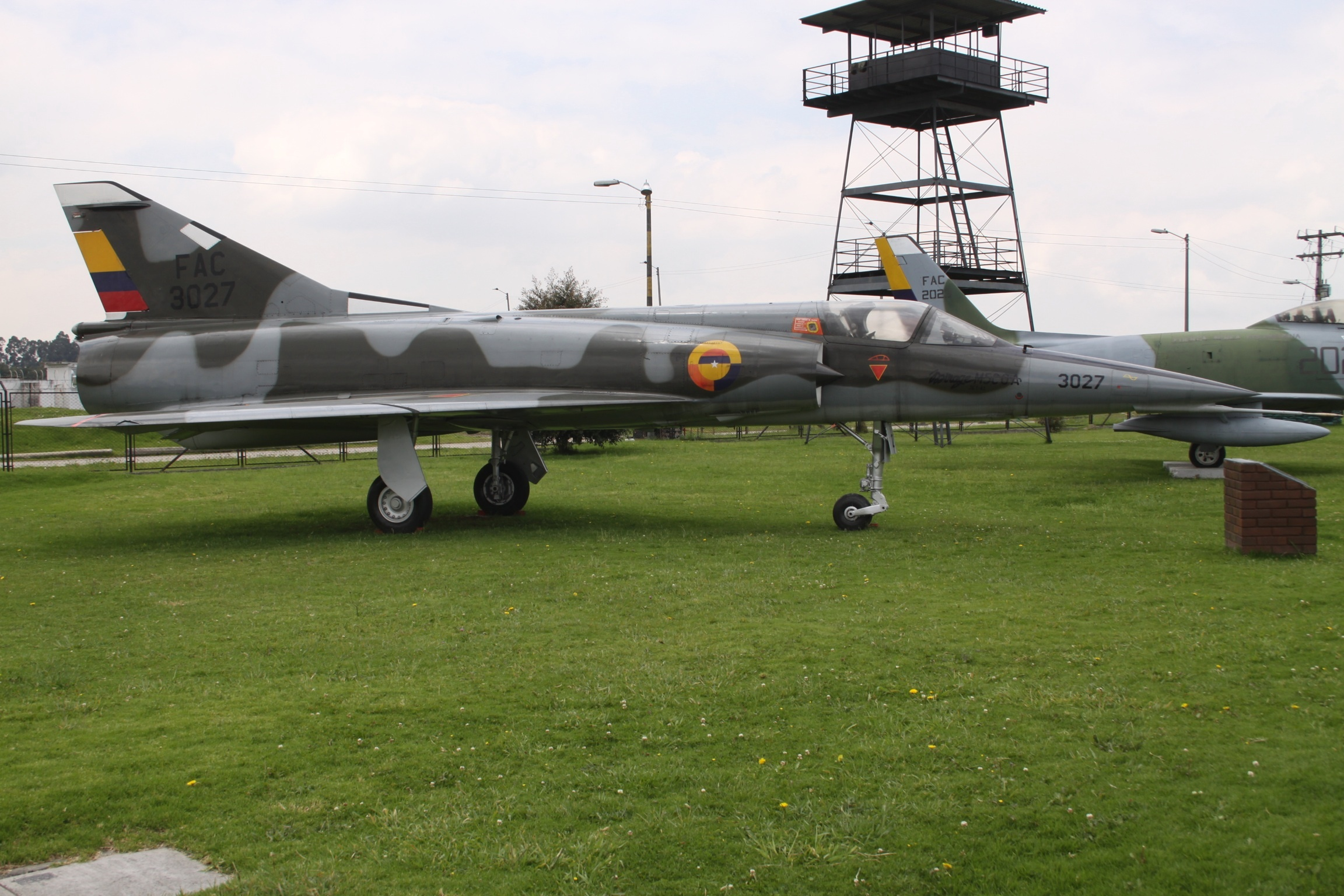
Eine kolumbianische FAC3027 AMD Mirage 5 auf dem Flughafen El Dorado, Bogotá (2012).

Nach dem Krieg beschaffte Kolumbien eine gewisse Anzahl von überschüssigen Flugzeugen aus US-amerikanischen Beständen, darunter P-47 Thunderbolts und A-26 Invader. Später wurden hauptsächlich US-Flugzeuge beschafft, aber auch einige aus anderen Ländern; das erste Strahlflugzeug war eine kanadische Canadair Sabre Mk 4 und später einige Lockheed P-80.
Trotz Spannungen mit Nachbarstaaten, politischen Umbrüchen und der ökonomischen Schwäche des Landes wuchs die FAC stetig und nutzt heute die neuesten Luftfahrttechnologien. Die Hauptaufgaben liegen bei der Bekämpfung von Rauschgiftschmugglern und, bis zu deren Aufgabe, der FARC-Guerillabewegung. Kolumbien überwacht den eigenen Luftraum streng und schießt routinemäßig jedes Flugzeug ab, dessen Besatzung auf Funkbefehle nicht antwortet. Für diese Aufgabe nutzt sie heute eine Reihe von Flugzeugen, darunter sechs Basler BT-67, eine überholte und stark modifizierte Douglas DC-3 als sogenanntes Gunship, sowie Cessna A-37 Schlachtflugzeuge. Das kleine, modifizierte und eigens gebaute Leichtflugzeug Lancair Legacy T-90 Calima wird als Ausbildungsflugzeug genutzt wird.

## Flugschulen und Fliegerhorste

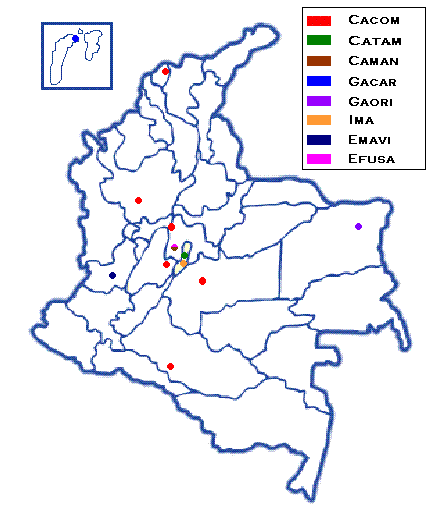
Landkarte Kolumbiens mit den Stationierungsorten der Luftverbände

Aufgeführt sind die Abkürzung, Name, Ort und das Departamento
- EMAVI - Escuela Militar de Aviación - Cali (Valle del Cauca)
- ESUFA - Escuela de Suboficiales Fuerza Aérea - Madrid (Cundinamarca)
- CACOM 1 - Comando Aéreo de Combate No. 1 - Puerto Salgar (Cundinamarca)
- CACOM 2 - Comando Aéreo de Combate No. 2 - Apiay (Meta)
- CACOM 3 - Comando Aéreo de Combate No. 3 - Malambo (Atlántico)
- CACOM 4 - Comando Aéreo de Combate No. 4 - Melgar (Tolima)
- CACOM 5 - Comando Aéreo de Combate No. 5 - Rionegro (Antioquia)
- CACOM 6 - Comando Aéreo de Combate No. 6 - Tres Esquinas (Caquetá)
- CACOM 7 - Comando Aéreo de Combate No. 7 - Cali (Valle del Cauca)
- CATAM - Comando Aéreo de Transporte Militar - Flughafen El Dorado (Bogotá D.C.)
- CAMAN - Comando Aéreo de Mantenimiento - Madrid (Cundinamarca)
- GAORI - Grupo Aéreo del Oriente - Marandúa (Vichada)
- GACAR - Grupo Aéreo del Caribe - San Andrés (San Andrés, Providencia y Santa Catalina)
- GACAS - Grupo Aéreo del Casanare - Yopal (Casanare)
- GAAMA - Grupo Aéreo del Amazonas - Leticia (Amazonas)
- EPFAC - Escuela de Posgrados de la Fuerza Aérea Colombiana - (Bogotá D.C.)

## Ausrüstung
Ausrüstung in Dienst im Jahr 2021

### Luftfahrzeuge
| Luftfahrzeug                   | Herkunft                   | Typ                                       | In Dienst      | Version                 | Anmerkung |
| Kampfflugzeuge                 | Kampfflugzeuge             | Kampfflugzeuge                            | Kampfflugzeuge | Kampfflugzeuge          | Kampfflugzeuge |
| ------------------------------ | -------------------------- | ----------------------------------------- | -------------- | ----------------------- | --- |
| IAI Kfir                       | Israel                     | Jagdflugzeug                              | 17             | C-10                    | 24 Gebrauchtflugzeuge wurden von der israelischen Luftwaffe 2008 erworben, werden abgelöst durch 16 bis 24 JAS 39 E/F Saab Gripen |
| Cessna A-37                    | Vereinigte Staaten         | Kampfflugzeug und taktische Aufklärung    | 14             |                         | |
| Embraer EMB 314                | Brasilien                  | Kampfflugzeug und taktische Aufklärung    | 24             |                         | |
| Flugzeuge für Spezialmissionen |                            |                                           |                |                         | |
| Basler AC-47T Fantasma         | Vereinigte Staaten         | Aufklärungsflugzeug                       | 6              |                         | |
| Cessna 208 Caravan             | Vereinigte Staaten         | Aufklärungsflugzeug                       | 6              |                         | |
| Cessna Citation V              | Vereinigte Staaten         | Aufklärungsflugzeug                       | 5              | Citation Ultra          | |
| CASA CN-235                    | Spanien Indonesien         | Aufklärungsflugzeug                       | 1              |                         | |
| King Air                       | Vereinigte Staaten         | Elektronische Kampfführung                | 3              |                         | |
| Aero Commander 500             | Vereinigte Staaten         | Seefernaufklärer                          | 1              | 680V Turbo Commander    | |
| Tankflugzeug                   |                            |                                           |                |                         | |
| Boeing 767                     | Vereinigte Staaten         | Tanker                                    | 1              | 767 MMTT                | |
| Transportflugzeuge             |                            |                                           |                |                         | |
| Lockheed C-130 Hercules        | Vereinigte Staaten         | Taktisches Transportflugzeug              | 6              | C-130BC-130H            | |
| Casa C-212 Aviocar             | Spanien                    | Taktisches Transportflugzeug              | 4              |                         | |
| CASA CN-235 & CASA C-295       | Europa                     | Transportflugzeug                         | 7              | CN-235C-295             | |
| Embraer KC-390                 | Brasilien                  | Taktisches Transportflugzeug              | 0              |                         | 12 Exemplare sind geplant. |
| Embraer EMB 110                | Brasilien                  | Leichtes Transportflugzeug                | 2              |                         | |
| Cessna 208                     | Vereinigte Staaten         | Leichtes Transportflugzeug                | 10             |                         | |
| Cessna 402                     | Vereinigte Staaten         | Leichtes Transportflugzeug                | 1              |                         | |
| Beechcraft King Air            | Vereinigte Staaten         | Personentransportflugzeug                 | 8              | King Air 90King Air 350 | |
| Boeing 727                     | Vereinigte Staaten         | Personentransportflugzeug                 | 1              |                         | |
| Boeing 737                     | Vereinigte Staaten         | Personentransportflugzeug                 | 2              |                         | |
| Piper PA-31T                   | Vereinigte Staaten         | Mehrzweckflugzeug                         | 1              |                         | |
| Piper PA-34                    | Vereinigte Staaten         | Mehrzweckflugzeug                         | 1              |                         | |
| Aero Commander                 | Vereinigte Staaten         | Mehrzweckflugzeug                         | 1              | 680V Turbo Commander    | |
| IAI Arava                      | Israel                     | Mehrzweckflugzeug                         | 1              |                         | |
| Trainingsflugzeuge             |                            |                                           |                |                         | |
| Embraer EMB 312                | Brasilien                  | Flugzeug zur Erst- und Zwischenausbildung | 14             |                         | |
| IAI Kfir                       | Israel                     | Trainingsflugzeug                         | 2              |                         | |
| Beechcraft T-6                 | Vereinigte Staaten Schweiz | Trainingsflugzeug                         | 2              | T-6C                    | 6 weitere bestellt |
| Cessna T-37                    | Vereinigte Staaten         | Trainingsflugzeug                         | 17             |                         | |
| Hubschrauber                   |                            |                                           |                |                         | |
| Hughes MD 500                  | Vereinigte Staaten         | Mehrzweck-Leichthubschrauber              | 4              | MD500/530F              | |
| Bell UH-1 Iroquois             | Vereinigte Staaten         | Transporthubschrauber                     | 49             | UH-1H                   | |
| Sikorsky UH-60 Black Hawk      | Vereinigte Staaten         | Transporthubschrauber                     | 24             | S-70/AH/MH/UH-60L       | |
| Bell 205                       | Vereinigte Staaten         | Mehrzweckhubschrauber                     | 2              |                         | |
| Bell 212                       | Vereinigte Staaten         | Mehrzweckhubschrauber                     | 11             |                         | |
| Trainingshubschrauber          |                            |                                           |                |                         | |
| Bell 206                       | Vereinigte Staaten         | Trainingshubschrauber                     | 47             | TH-67A                  | |
| Unbemannte Luftfahrzeuge       |                            |                                           |                |                         | |
| Hermes 450                     | Israel                     | Aufklärungsdrohne                         | 6              |                         | |
| Hermes 900                     | Israel                     | Aufklärungsdrohne                         | 2              |                         | |

### Waffensysteme
Luft-Luft-Raketen:
- Python 3 ()
- Python 4 ()
- Python 5 ()
- Derby ()

Panzerabwehrrakete:
- Spike-ER/NLOS ()

Bomben:
- Paveway II ()
- Spice ()

## Zwischenfälle
In Auszügen werden hier Unfälle von Transportflugzeugen der Kolumbianischen Luftwaffe aufgeführt. Von 1936 bis Juli 2022 wurden 43 Totalverluste von Transportflugzeugen der Kolumbianischen Luftwaffe bekannt, davon alleine 27 Douglas DC-3/C-47. Dabei kamen 268 Menschen ums Leben. Beispiele (diese Liste ist unvollständig und wurde erst begonnen (Oktober 2018)):
- Am 21. April 1951 stürzte eine Douglas DC-3/C-47 der Kolumbianischen Luftwaffe (Luftfahrzeugkennzeichen FAC-671) auf dem Tres Esquinas Airport (Kolumbien) ab. Alle drei Crewmitglieder kamen ums Leben.[10]

- Am 9. Oktober 1951 startete eine Consolidated PBY-5A Catalina der Kolumbianischen Luftwaffe (FAC-616) zu einem Flug von der Puerto Leguizamo Seaplane Base an der Grenze zu Peru nach Leticia. Beim Start in Puerto Leguízamo (Kolumbien) streifte sie eine Sandbank. Von den zwei Crewmitgliedern starb eines, das andere sowie die acht Passagiere überlebten.[11]

- Am 6. April 1962 wurde eine Douglas DC-3/C-47 der Kolumbianischen Luftwaffe (FAC-673) nahe dem Zielflugplatz Apiay Air Base (Kolumbien) in einen Berg geflogen. Durch diesen CFIT (Controlled flight into terrain) wurden alle 31 Insassen getötet, fünf Besatzungsmitglieder und 26 Passagiere.[12]

- Am 16. November 1962 verunglückte eine Douglas DC-4/C-54D-10-DC der Kolumbianischen Luftwaffe (FAC-693) auf einem nächtlichen Trainingsflug. Die Maschine kollidierte nahe Suárez, 105 Kilometer südwestlich des Flughafens Bogotá-El Dorado (Kolumbien) mit dem bergigen Gelände. Bogota war Start- und Zielflugplatz des Fluges. Alle 5 Besatzungsmitglieder, die einzigen Insassen, kamen ums Leben.[13]

- Am 21. Januar 1971 wurde eine Douglas DC-3/C-47 der Kolumbianischen Luftwaffe (FAC-653) 8 Kilometer ostnordöstlich von Floridablanca (Kolumbien) in die Flanke des Bergs Cerro la Judia geflogen. Die Maschine war noch 8,4 Kilometer östlich vom Zielflughafen Bucaramanga-Gomez Niño entfernt. Durch diesen CFIT (Controlled flight into terrain) wurden alle 7 Insassen getötet, vier Besatzungsmitglieder und 3 Passagiere.[14]

- Am 19. Februar 1971 überrollte eine Douglas DC-4/C-54B-DC der Kolumbianischen Luftwaffe (FAC-692) bei der Landung auf dem Flughafen Barrancabermeja (Kolumbien) das Landebahnende. Die Maschine fing Feuer und wurde irreparabel beschädigt. Von den 35 Insassen kamen 6 ums Leben, ein Besatzungsmitglied und 5 Passagiere.[15]

- Am 24. Juli 1985 stürzte eine aus Bogota kommende Douglas DC-6B der Kolumbianischen Luftwaffe (FAC-902) 32 Kilometer nördlich vom Ziel Flughafen Leticia (Kolumbien) in den Dschungel. Die Maschine war aufgrund eines Streiks der Avianca-Piloten im zivilen Inlandsverkehr eingesetzt worden. Auslöser war wohl der Ausfalls des Triebwerks Nr. 3 während des Durchflugs eines starken Niederschlagsgebiets. Alle 80 Insassen (76 Passagiere und 4 Besatzungsmitglieder) kamen ums Leben.[16]